# Crkva svetog Ante u Busovači
Crkva svetog Antuna Padovanskog je katolička crkva u Busovači u Bosni i Hercegovini.